# Dayo Adedayo

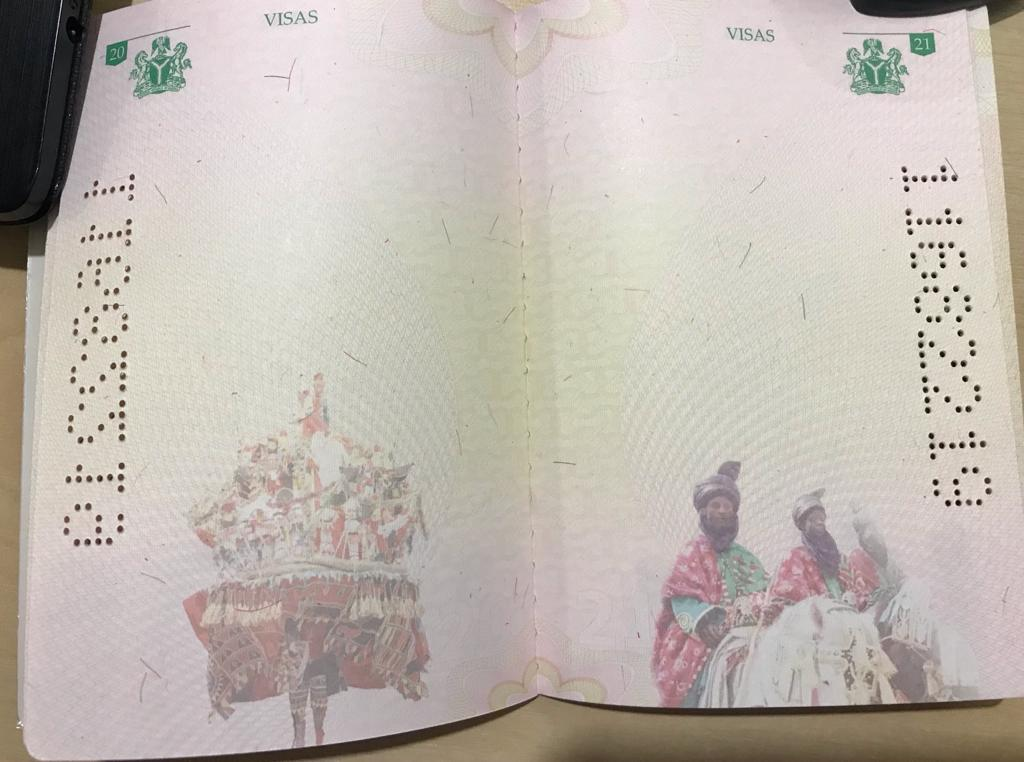
Nigerijský e-pas zobrazující Adedayovy fotografie

Dayo Adedayo (* 1. července 1964) je britsko-nigerijský dokumentární fotograf, kulturní antropolog a spisovatel. Adedayo je autorem knihy Nigérie 2.0, která dokumentuje příběh mnoha důležitých míst v Nigérii. Během sedmnácti let Adedayo procestoval a zdokumentoval 36 států v Nigérii.

## Vzdělání
Adedayo získal základní vzdělání na Children's Home School, Molete, Ibadan, stát Oyo, Nigérie a na muslimské základní škole v Idofe, Oke-Ife, Ijebu Ife, stát Ogun, Nigérie. Středoškolský certifikát složil na Ijebu Ife Community Grammar School. Vystudoval uměleckou fotografii na Westminster College a University of Westminster ve Velké Británii. Je autorem knih Rivers State Our Proud Heritage, Tour Nigeria a Lagos State, A Visual Portrait. V Nigérii archivoval přes 4 miliony snímků.

## Kariéra
Adedayo začínal jako sociální fotograf, později na volné noze pro časopis Ovation Magazine International, než se začal věnovat dokumentární fotografii. Procestoval a vizuálně zdokumentoval všech 774 oblastí místní správy v Nigérii, zachycaoval krajinu, lidi, kulturu, flóru a jídlo. Jeho fotografická díla jsou publikována jako vodoznak na stránkách nigerijského e-pasu, zdobí zdi mezinárodních letišť Lagos a Abuja a zdobí zdi mnoha veřejných institucí jak v Nigérii, tak v diaspoře. V roce 2014, na památku nigerijské národnosti, byl pověřen vytvořením snímků pro stoletou bankovku Sto Naira. Byl členem výboru, který měl na starosti fotografie do osnov pilotního projektu pro Národní radu pro technické vzdělávání (NBTE), regulační orgán nigerijské polytechniky.
V roce 2023 Adedayo otevřelo fotografické zážitkové centrum Dayo Adedayo, které se nachází podél dálnice Lekki–Epe v Lagosu. Víceúčelové veřejné zařízení oslavuje nigerijskou kulturu prostřednictvím fotografií a zahrnuje studio, zelené plochy, kavárnu a knihovnu.

## Publikace
Je autorem čtrnácti knih, včetně; Nigérie, Nigérie 2.0, Enchanting Nigérie, Nigérie The Magical, Lagos State – Centrum excelence, Ogun State – The Gateway State, Owe Yoruba, Nigerian Tourism Development Corporation – Tourism is Life, Nigerian National Petroleum Corporation 37 Years in Pictures, Rivers State - Our Proud Heritage, Tour Nigeria, Lagos State - A visual Portrait, Owe Yoruba 2.0 a Ogun State - A Visual Portrait.